# Liasis olivaceus
Liasis olivaceus là một loài rắn trong họ Pythonidae. Loài này được Gray mô tả khoa học đầu tiên năm 1842.

## Hình ảnh

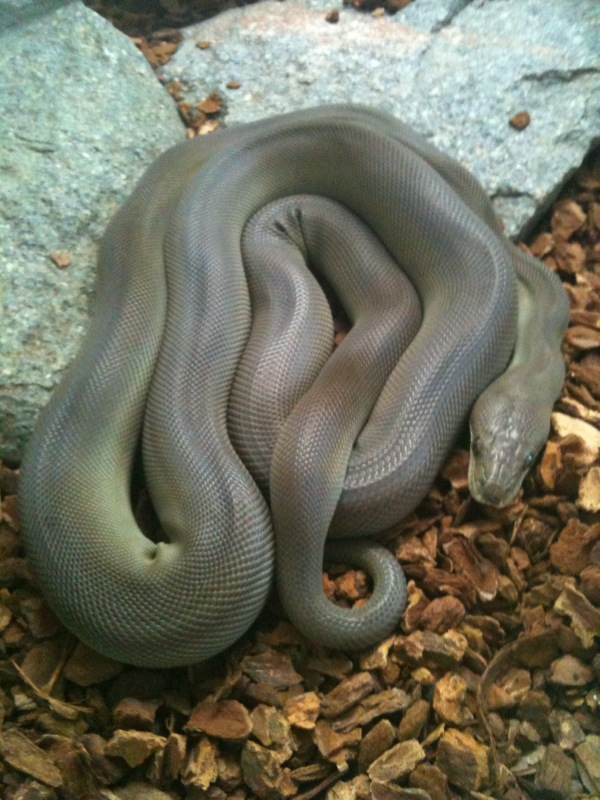
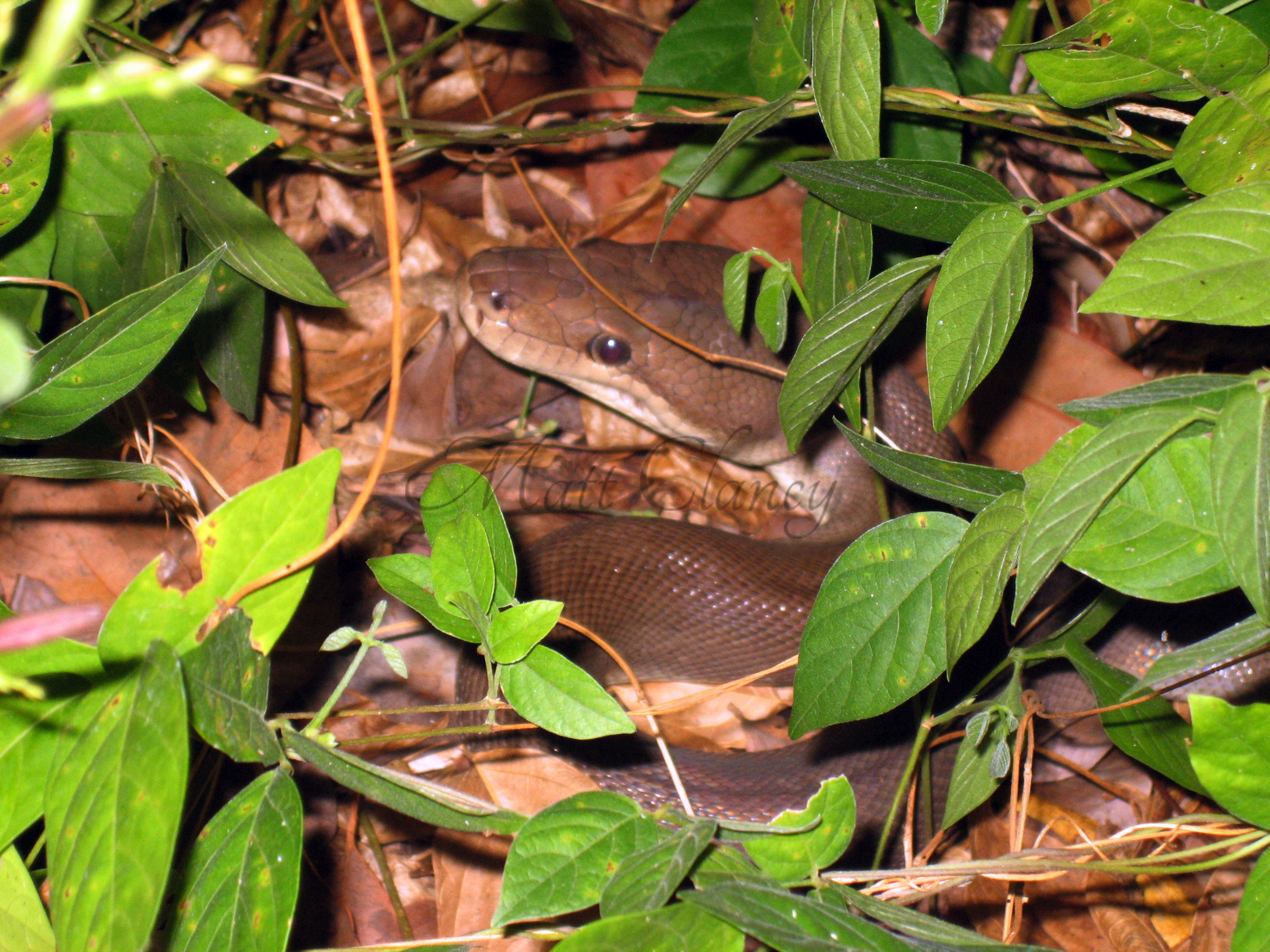
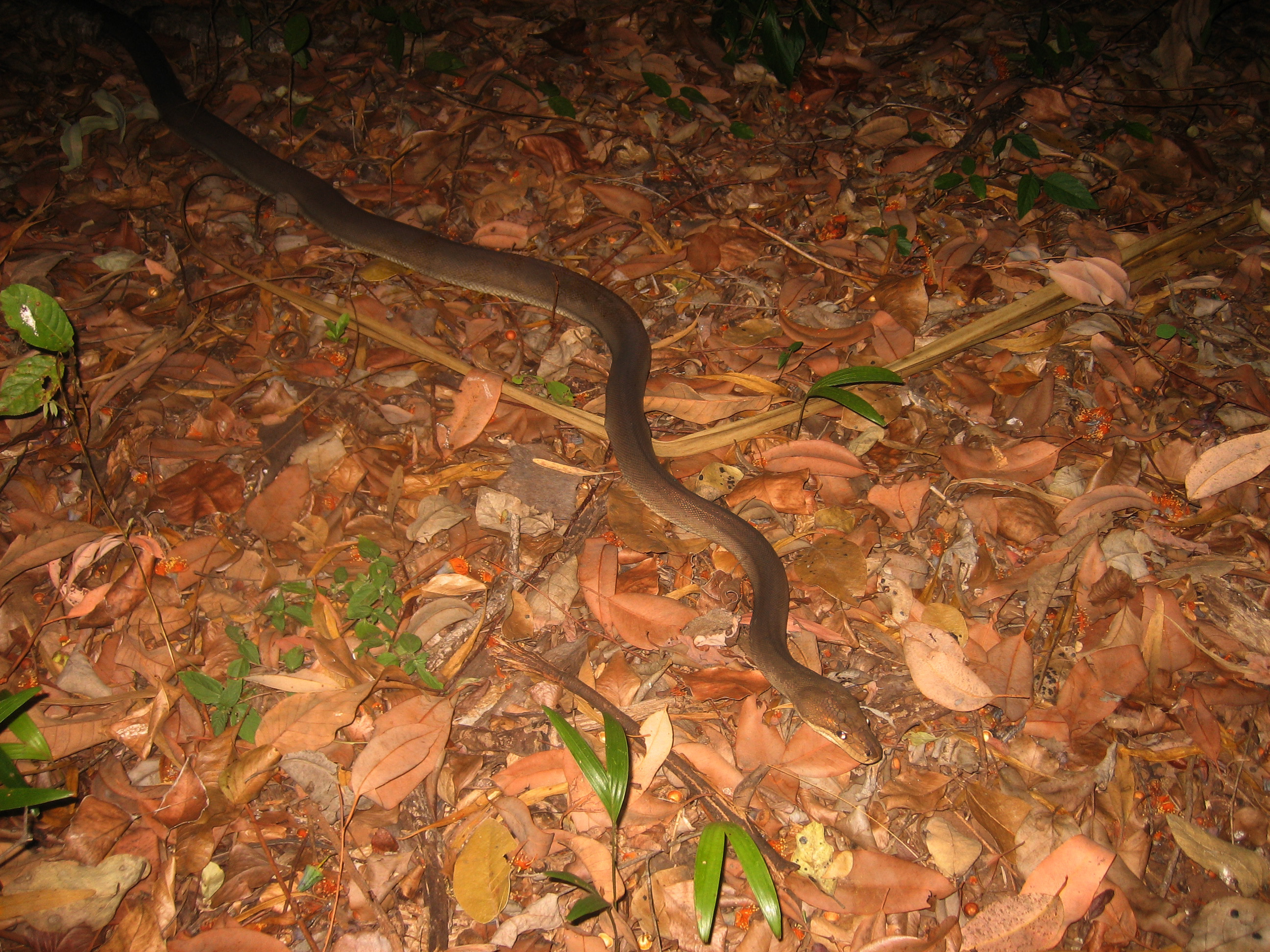